# Львівська обласна рада депутатів трудящих IV скликання
Львівська обласна рада депутатів трудящих четвертого скликання — представничий орган Львівської області у 1953—1955 роках.
Нижче наведено список депутатів Львівської обласної ради 4-го скликання, обраних 22 лютого 1953 року в загальних та особливих округах. Всього до Львівської обласної ради 4-го скликання було обрано 83 депутати.
| Прізвище, ім'я, по-батькові      | Місто чи район           | Виборчий округ          | Посада                                                                                     | Примітки         |
| -------------------------------- | ------------------------ | ----------------------- | ------------------------------------------------------------------------------------------ | ---------------- |
| Алюкін Іван Павлович             | Заболотцівський район    | Заболотцівський № 16    | обласний військовий комісар Львівської області                                             |                  |
| Бабуркін Іван Іларіонович        | Щирецький район          | Щирецький № 52          | директор Львівської міжобласної школи механізації сільського господарства                  |                  |
| Баран Євген Олександрович        | Сокальський район        | Сокальський № 51        | голова колгоспу імені Молотова Сокальського р-ну                                           |                  |
| Білецька Ганна Михайлівна        | Великомостівський район  | Великомостівський № 9   | колгоспниця колгоспу імені 17 Вересня Великомостівського р-ну                              |                  |
| Бойко Костянтин Петрович         | місто Львів              | Червоноармійський № 67  | голова Львівського міськвиконкому                                                          |                  |
| Буваник Гнат Панькович           | Новояричівський район    | Новояричівський № 36    | голова колгоспу імені Сталіна Новояричівського р-ну                                        |                  |
| Бушуєв Василь Сергійович         | місто Львів              | Червоноармійський № 66  | старший майстер-фрезерувальник Львівського заводу телеграфної апаратури                    |                  |
| Воскобійник Таїсія Петрівна      | місто Львів              | Ленінський № 55         | вчителька середньої школи № 4 міста Львова                                                 |                  |
| Герасимов Йосип Омелянович       | місто Львів              | Залізничний № 73        | машиніст депо Львів-Схід Львівської залізниці                                              |                  |
| Головченко Григорій Іванович     | Красненський район       | Красненський № 26       | начальник управління Львівської залізниці                                                  |                  |
| Гриневич Марія Степанівна        | Куликівський район       | Куликівський № 28       | ланкова колгоспу імені Івана Франка Куликівського р-ну                                     |                  |
| Гричан Марія Петрівна            | Краковецький район       | Краковецький № 25       | агроном колгоспу «Сталінський шлях» Краковецького р-ну                                     |                  |
| Данилейченко Василь Дмитрович    | Золочівський район       | Золочівський № 20       | заступник завідувача, завідувач Львівського обласного відділу охорони здоров'я             |                  |
| Демиденко Влас Пилипович         | місто Львів              | Залізничний № 71        | слюсар Львівського заводу автонавантажувачів                                               |                  |
| Добжинський Василь Петрович      | Нестеровський район      | Нестеровський № 33      | завідувач Львівського обласного торгівельного відділу                                      |                  |
| Добровольський Семен Степанович  | місто Львів              | Шевченківський № 75     | заступник голови Львівського міськвиконкому                                                |                  |
| Дроб'язко Дарія Дмитрівна        | Куликівський район       | Куликівський № 29       | письменниця                                                                                |                  |
| Дудикевич Богдан Корнилович      | місто Львів              | Сталінський № 62        | директор Львівського філіалу Центрального музею В.І.Леніна                                 |                  |
| Ейсмонт Михайло Архипович        |                          | особливий округ № 83    | начальник штабу прикордонних військ МДБ Українського округу?, генерал-майор                |                  |
| Єременко Федір Ісакович          | Поморянський район       | Поморянський № 42       | заступник голови Львівського облвиконкому                                                  |                  |
| Жінчин Олена Прокопівна          | Магерівський район       | Магерівський № 31       | голова Магерівської селищної ради Магерівського р-ну                                       |                  |
| Іванців Євген Маркович           | місто Львів              | Сталінський № 60        | голова Сталінського райвиконкому міста Львова                                              |                  |
| Ісаєва Варвара Григорівна        | місто Львів              | Сталінський № 61        | головний лікар IV поліклініки міста Львова                                                 |                  |
| Караван Володимир Іванович       | Брюховицький район       | Брюховицький № 4        | голова Брюховицького райвиконкому                                                          |                  |
| Кияшко Іван Омелянович           | Рава-Руський район       | Рава-Руський № 46       | завідувач Львівського обласного відділу культосвітніх установ                              |                  |
| Кіх Марія Семенівна              | Кам'янсько-Бузький район | Кам'янсько-Бузький № 24 | завідувач відділу по роботі серед жінок Львівського обкому КПУ                             |                  |
| Коваль Федір Тихонович           | місто Львів              | Ленінський № 56         | 1-й секретар Львівського міськкому КПУ                                                     |                  |
| Козланюк Петро Степанович        | Винниківський район      | Винниківський № 10      | голова Львівського облвиконкому                                                            |                  |
| Колесса Микола Філаретович       | Бібрський район          | Бібрський № 2           | диригент симфонічного оркестру Львівської обласної філармонії                              |                  |
| Коляда Катерина Степанівна       | Радехівський район       | Радехівський № 48       | завідувачка свиноферми колгоспу імені Будьонного Радехівського р-ну                        |                  |
| Конєв Іван Степанович            |                          | особливий округ № 81    | командувач військ Прикарпатського військового округу, маршал Радянського Союзу             |                  |
| Конобєєва Єлизавета Петрівна     | місто Львів              | Ленінський № 57         | швея Львівської швейної фабрики № 2                                                        |                  |
| Котко Полікарп Архипович         | Глинянський район        | Глинянський № 13        | завідувач Львівського обласного відділу народної освіти                                    |                  |
| Котович Володимир Іванович       | Золочівський район       | Золочівський № 19       | машиніст Золочівської електростанції                                                       |                  |
| Крєпкий Костянтин Федотович      | Бродівський район        | Бродівський № 6         | голова Львівської обласної ради професійних спілок                                         |                  |
| Круць Антон Вікторович           | Немирівський район       | Немирівський № 32       | голова колгоспу імені Молотова Немирівського р-ну                                          |                  |
| Куць Катерина Петрівна           | Лопатинський район       | Лопатинський № 30       | голова Оплицької сільської ради Лопатинського р-ну                                         |                  |
| Лазуренко Михайло Костянтинович  | місто Львів              | Шевченківський № 76     | секретар Львівського обкому КПУ                                                            |                  |
| Левченко Яків Григорович         | Підкамінський район      | Підкамінський № 41      | начальник Львівського обласного управління сільського господарства                         |                  |
| Литвин Костянтин Захарович       | місто Львів              | Червоноармійський № 68  | 2-й секретар Львівського обкому КПУ                                                        | вибув у 1953     |
| Ліщинська Теодора Теодорівна     | місто Львів              | Залізничний № 70        | вчителька середньої школи № 34 міста Львова                                                |                  |
| Лобан Федір Макарович            |                          | особливий округ № 82    | військовий політпрацівник                                                                  |                  |
| Майборода Олександра Василівна   | Радехівський район       | Радехівський № 49       | секретар Львівського облвиконкому                                                          |                  |
| Максимович Микола Григорович     | місто Львів              | Ленінський № 58         | заступник директора Львівського політехнічного інституту                                   |                  |
| Маркевич Сидонія Григорівна      | Глинянський район        | Глинянський № 12        | голова Глинянської селищної ради                                                           |                  |
| Мартинюк Марія Павлівна          | місто Львів              | Червоноармійський № 69  | електрозварниця Львівського механічного заводу                                             |                  |
| Мжаванадзе Василь Павлович       |                          | особливий округ № 79    | член Військової Ради Прикарпатського військового округу, генерал-лейтенант                 |                  |
| Миргородський Петро Леонтійович  | Пустомитівський район    | Пустомитівський № 44    | 1-й заступник голови Львівського облвиконкому                                              |                  |
| Мичка Ольга Лук'янівна (Луківна) | Перемишлянський район    | Перемишлянський № 38    | ланкова колгоспу імені XVI з'їзду КП(б)У Перемишлянського р-ну                             |                  |
| Мосейчук Герасим Федорович       | місто Львів              | Сталінський № 63        | слухач Київської Республіканської партійної школи                                          |                  |
| Найдьонов Павло Андрійович       | Буський район            | Буський № 7             | заступник голови Львівського облвиконкому                                                  |                  |
| Нетименко Іван Іванович          | Рава-Руський район       | Рава-Руський № 47       | прокурор Львівської області                                                                |                  |
| Новиков Федір Федорович          | місто Львів              | Залізничний № 74        | директор Львівського механізованого склозаводу                                             |                  |
| Овчаренко Михайло Микитович      | Сокальський район        | Сокальський № 50        | начальник Львівського обласного статистичного управління                                   |                  |
| Овчаренко Ольга Михайлівна       | місто Львів              | Червоноармійський № 64  | артистка Львівського театру імені Максима Горького                                         |                  |
| Одудько Тимофій Романович        | Нестеровський район      | Нестеровський № 34      | редактор Львівської обласної газети «Львовская правда»                                     |                  |
| Патер Павло Васильович           | Винниківський район      | Винниківський № 11      | головний зоотехнік Винниківського райвідділу сільського господарства                       |                  |
| Петровський Микола Іванович      | місто Львів              | Ленінський № 59         | завідувач кафедри політекономії Львівського державного університету імені Івана Франка     |                  |
| Петрух Євгенія Миколаївна        | Пустомитівський район    | Пустомитівський № 45    | ланкова колгоспу імені Калініна Пустомитівського р-ну                                      |                  |
| Петрушко Владислав Іванович      | Яворівський район        | Яворівський № 54        | голова Львівської обласної планової комісії                                                |                  |
| Петченко Олександр Михайлович    | Забузький район          | Забузький № 18          | 1-й секретар Забузького райкому КПУ                                                        |                  |
| Поперека Михайло Степанович      | Бродівський район        | Бродівський № 5         | начальник Львівського обласного управління державної безпеки (МДБ)                         | вибув у 1953     |
| Попов Тимофій Федорович          | Перемишлянський район    | Перемишлянський № 39    | голова Перемишлянського райвиконкому                                                       |                  |
| Романицький Борис Васильович     | місто Львів              | Червоноармійський № 65  | режисер Львівського театру імені Марії Заньковецької                                       |                  |
| Рудакова Ніна Яківна             | місто Львів              | Шевченківський № 78     | директор Львівського механічного заводу                                                    |                  |
| Рудницький Олексій Іванович      | Поморянський район       | Поморянський № 43       | бригадир тракторної бригади Поморянської МТС                                               |                  |
| Сердюк Зиновій Тимофійович       | місто Львів              | Залізничний № 72        | 1-й секретар Львівського обкому КПУ                                                        |                  |
| Сисун Юстина Василівна           | Олеський район           | Олеський № 37           | ланкова колгоспу «Вільна Україна» Олеського р-ну                                           |                  |
| Скляр Созонт Михайлович          | Бібрський район          | Бібрський № 1           | директор Бібрської МТС Бібрського р-ну                                                     |                  |
| Сколоздра Володимир Іванович     | місто Львів              | Шевченківський № 77     | скульптор                                                                                  |                  |
| Славінська Таїсія Федорівна      | Городоцький район        | Городоцький № 14        | головний зоотехнік Городоцького районного відділу сільського госпродарства                 |                  |
| Степченко Федір Петрович         |                          | особливий округ № 80    | начальник Політуправління Прикарпатського військового округу, генерал-майор                |                  |
| Стефаник Семен Васильович        | Івано-Франківський район | Івано-Франківський № 21 | заступник голови Львівського облвиконкому                                                  |                  |
| Сувало Михайло Федорович         | Яворівський район        | Яворівський № 53        | бригадир рільничої бригади колгоспу імені 17 Вересня Яворівського р-ну                     |                  |
| Уханський Василь Кирилович       | Підкамінський район      | Підкамінський № 40      | голова Підкамінського райвиконкому                                                         |                  |
| Федоренко Петро Миколайович      | Івано-Франківський район | Івано-Франківський № 22 | голова Львівського обласного суду                                                          |                  |
| Фольварочний Іліодор Онуфрійович | Великомостівський район  | Великомостівський № 8   | 1-й секретар Львівського обкому ЛКСМУ                                                      |                  |
| Хома Марія Луківна               | Кам'янсько-Бузький район | Кам'янсько-Бузький № 23 | доярка колгоспу імені Молотова Кам'янсько-Бузького р-ну                                    |                  |
| Чубучний Володимир Никифорович   | Новомилятинський район   | Новомилятинський № 35   | 1-й секретар Новомилятинського райкому КПУ                                                 |                  |
| Чупрій Ганна Федорівна           | Красненський район       | Красненський № 27       | ланкова колгоспу імені Лесі Українки Красненського р-ну                                    |                  |
| Шередека Ольга Павлівна          | Заболотцівський район    | Заболотцівський № 17    | секретар партійної організації колгоспу імені 1 Травня Заболотцівського р-ну               |                  |
| Шпитяк Григорій Лаврентійович    | Городоцький район        | Городоцький № 15        | завідувач відділу партійних, профспілкових і комсомольських органів Львівського обкому КПУ |                  |
| Юр Панас Романович               | Брюховицький район       | Брюховицький № 3        | редактор Львівської обласної газети «Вільна Україна»                                       |                  |
| Майборода Теофіль Григорович     | Бродівський район        | Бродівський № 5         | ?                                                                                          | дообраний в 1953 |

11 березня 1953 року відбулася 1-а сесія Львівської обласної ради депутатів трудящих 4-го скликання. Головою облвиконкому обраний Козланюк Петро Степанович, 1-м заступником голови — Миргородський Петро Леонтійович, заступниками голови: Стефаник Семен Васильович, Найдьонов Павло Андрійович та Єременко Федір Ісакович. Секретарем облвиконкому обрана Майборода Олександра Василівна.
Обрано Львівський облвиконком у складі 17 чоловік: Козланюк Петро Степанович — голова облвиконкому; Миргородський Петро Леонтійович — 1-й заступник голови облвиконкому; Стефаник Семен Васильович — заступник голови облвиконкому; Найдьонов Павло Андрійович — заступник голови облвиконкому; Єременко Федір Ісакович — заступник голови облвиконкому; Майборода Олександра Василівна — секретар облвиконкому; Сердюк Зиновій Тимофійович — 1-й секретар Львівського обкому КПУ; Алюкін Іван Павлович — обласний військовий комісар Львівської області; Крєпкий Костянтин Федотович — голова Львівської обласної ради професійних спілок; Петрушко Владислав Іванович — голова Львівської обласної планової комісії; Левченко Яків Григорович — начальник Львівського обласного управління сільського господарства; Данилейченко Василь Дмитрович — завідувач Львівського обласного відділу охорони здоров'я; Бойко Костянтин Петрович — голова Львівського міськвиконкому; Герасимов Йосип Омелянович — машиніст депо Львів-Схід Львівської залізниці; Маркевич Сидонія Григорівна — голова Глинянської селищної ради; Сколоздра Володимир Іванович — скульптор; Петрух Євгенія Миколаївна — ланкова колгоспу імені Калініна Пустомитівського р-ну.
9 лютого 1954 року відбулася 6-а сесія Львівської обласної ради депутатів трудящих 4-го скликання. З посади голови облвиконкому звільнений Козланюк Петро Степанович. Головою облвиконкому обраний Стефаник Семен Васильович. З посади заступника голови Львівського облвиконкому звільнений Єременко Федір Ісакович. Заступниками голови Львівського облвиконкому обрані Кіх Марія Семенівна та Мосейчук Герасим Федорович.